# 帕倫 (內華達州)
帕倫（英語：Parran）是位於美國內華達州邱吉爾縣的鬼鎮。

## 歷史
帕倫的郵局於1910年設立，其後於1913年停運。

## 地理
帕倫所處的海拔為高於海平面1184米（即3885英呎），而該地所採用的時區為UTC-8，即太平洋时区（PST）。同時該地設有夏令時間，為UTC-8調快一小時，即UTC-7（PDT）。